# ألكسندر بيتروفيتش (كاتب)
ألكسندر بيتروفيتش (بالفرنسية: Aleksandar Petrović) (بالسيريلية الصربية: Александар Петровић) (و. 1929 – 1994 م) هو مخرج أفلام، وكاتب سيناريو، وأستاذ جامعي من جمهورية يوغوسلافيا الاشتراكية الاتحادية، ومملكة يوغوسلافيا، وفرنسا، ولد في باريس، توفي في باريس، عن عمر يناهز 65 عاماً.

## التعليم
تعلم في جامعة بلغراد.

## جوائز
حصل على جوائز منها:
- وسام الفنون والآداب الفرنسي
- Golden Arena for Best Director [الإنجليزية]‏.

## وصلات خارجية
- ألكسندر بيتروفيتش على موقع IMDb (الإنجليزية)
- ألكسندر بيتروفيتش على موقع ألو سيني (الفرنسية)
- ألكسندر بيتروفيتش على موقع أول موفي (الإنجليزية)
- ألكسندر بيتروفيتش على موقع قاعدة بيانات الأفلام السويدية (السويدية)
- ألكسندر بيتروفيتش على موقع قاعدة بيانات الفيلم (الإنجليزية)
- ألكسندر بيتروفيتش على موقع كينوبويسك (الروسية)